# Caló del Moro
El Caló del Moro és una petita platja que es troba al litoral de Santanyí a l'illa de Mallorca. Està situada entre l'Almunia i Cala Llombards.

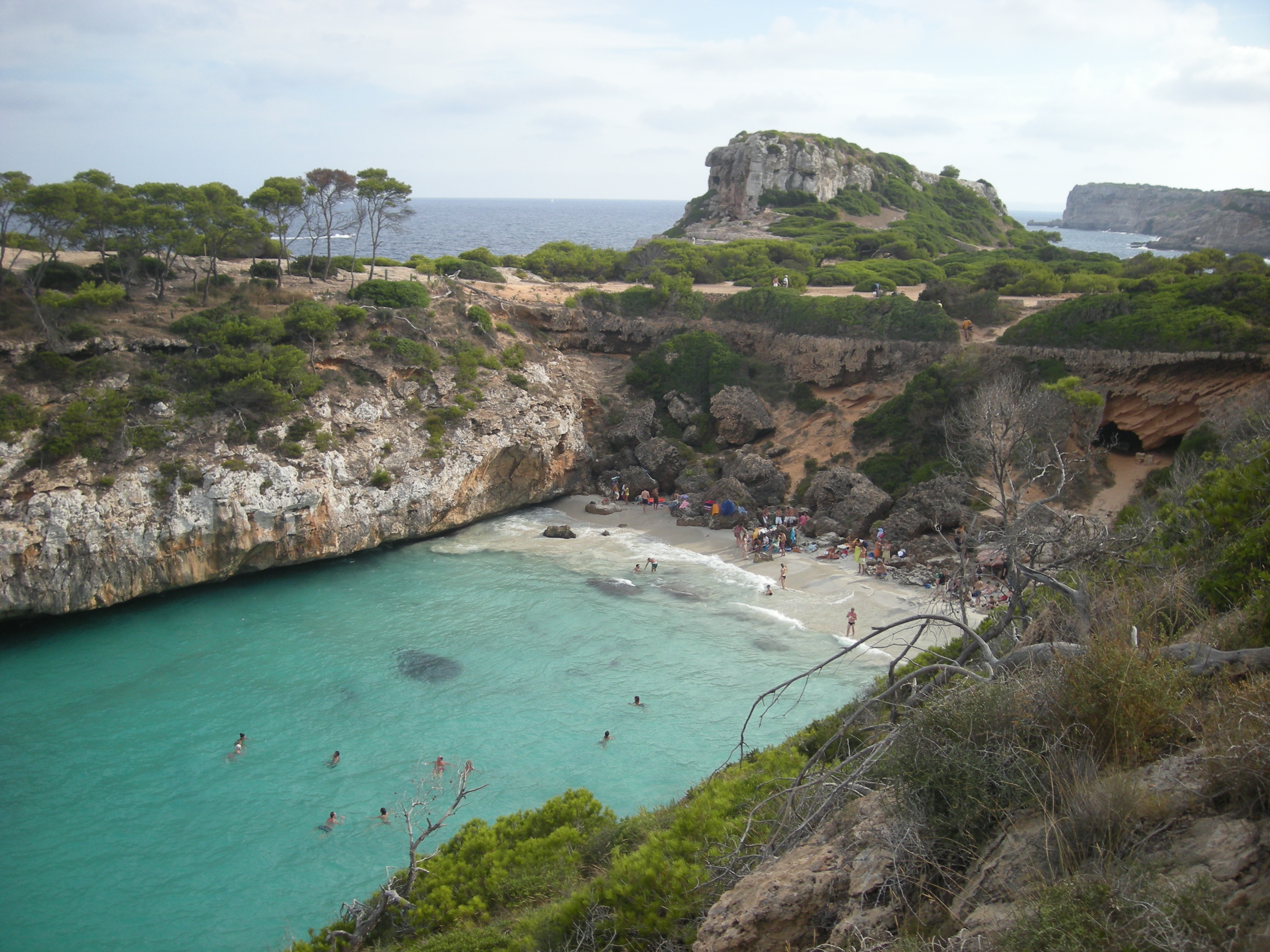
Vista del Caló del Moro